# Parafia św. Patryka w Laidley
Parafia św. Patryka w Laidley – parafia rzymskokatolicka, należąca do archidiecezji Brisbane.
Przy parafii funkcjonuje katolicka szkoła podstawowa Najświętszej Maryi Panny.